# Wasserfenster
Das Wasserfenster ist ein Spektralbereich (EMS) der weichen Röntgenstrahlung zwischen etwa 2,3 und 4,4 Nanometern, in dem die weiche Röntgenstrahlung eine relativ hohe Eindringtiefe in Wasser (zwischen 1 und 10 µm) besitzt, während Kohlenstoff, Stickstoff, Sauerstoff und Silizium in diesem Bereich deutlich stärker absorbieren. Dies führt zu einem hohen Kontrast zwischen Wasser und organischen Molekülen, angrenzende längere und kürzere Wellenlängen haben diese Eigenschaft nicht.
Es gibt mehrere Wellenlängenbereiche der elektromagnetischen Strahlung, die nicht von Wasser absorbiert werden, die also auch „Wasserfenster“ genannt werden könnten (darunter auch sichtbares Licht). Das Wasserfenster ist aber technisch besonders interessant, da es ein Bereich besonders kurzwelliger Strahlung ist, also die Abbildung sehr kleiner Strukturen erlaubt (Röntgenmikroskopie).